# Дивљина
Дивљина је природна средина на Земљи која није знатно промјењена људским дјелатностима. Може бити дефинисана и као „најнетакнутије, неометано дивље природно подручје које је преостало на нашој планети — то су посљедња истинска дивља мјеста које људи не контролишу и нису развијена путевима, цјевоводима или другом индустријском инфраструктуром”. Израз се традиционално односи на копнено окружење, иако се све више односи и на поморску дивљину. Недавне мапе дивљине указују на то да дивљина покрива једну четвртину копнене површине Земље, али се убрзано деградира људском дјелатношћу.. Још мање дивљине преостаје у океанима, са само 13,2% [ без интезивне људске дјелатности].
Неке владе их успостављају по закону или управним актима, обично на земљишним тракама које још нису измијењене људским дјелатностима у великој мјери. Главна одлика дивљине је да је људска моторизована дјелатност знатно ограничена. Ове дјелатности се спроводе не само због очувања онога што већ постоји, него и због промовисања и унапријеђавања природног изражавања и развоја. Подручја дивљине могу се пронаћи у резерватима, националним шумама, националним парковима и чак и у урбаним срединама крај ријека, клисура или других неразвијених подручја. Ова подручја се сматрају важним за преживљавање одређених врста, биодиверзитет, еколошке студије, конзервацију, изолацију и рекреацију. Дивљина је дубоко цијењена због културних, духовник, моралних и естетских разлога. Неки писци природе вјерује да су подручја дивљине виталне за људски дух и креативност. Она такође може очувати историјске генетичке особине и пружити стаништве дивље флоре и фауне коју је тешко обновити у зоолошким вртовима, арборетумима и лабораторијама.
Задужбина Дивљина наводи да подручје дивљине има двије димензије: мора бити биолошки нетакнуто и законски заштићено. Међународна унија за заштиту природе класификује дивљину на два степена: Ia (строги резерват природе) Ib (подручје дивљине). Дјелатности на маргинама посебних подручја дивљине, као што су сузбијање пожара и прекид миграције животиња, такође утичу на унутрашњост дивљине.
Посебно у богатијим, индустријализованим државама, дивљина има и одређено правно значење: као земља у којој је законом забрањен развој. Многе државе су законски дефинисале дивљину, као што су Сједињене Америчке Државе, Канада, Аустралија, Нови Зеланд, Јужна Африка, Србија и друге.